# Joan Villadelprat

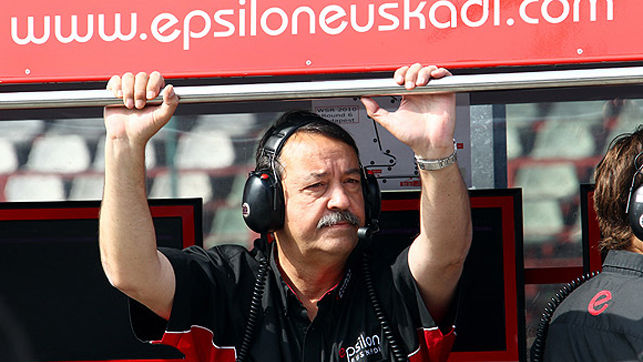
Joan Villadelprat

Joan Villadelprat (* 1955 in Barcelona) war Team-Manager in der Formel 1 bei Tyrrell, Benetton und Prost.

## Leben
Schon in seiner Kindheit interessierte sich der aus Barcelona stammende Joan Villadelprat für den Rennsport. Seiner Familie gehört eine kleine Werkstatt in der Nähe von Barcelona. Hier verbrachte der Spanier viel Zeit mit den dort angestellten Mechanikern. Im Alter von 16 Jahren beobachtete Villadelprat ein Formel-1-Rennen, welches Jackie Stewart gewann. Dies war wohl der ausschlaggebende Grund für seinen Wunsch, Mechaniker in der Formel 1 zu werden. Er fing an, in der Werkstatt seines Vaters die Ausbildung zum Mechaniker zu machen. Gleichzeitig versuchte Villadelprat sich als Rennmechaniker in mehreren kleinen spanischen Motorsportserien.
Ende der 1970er Jahre zog er in die Heimat des Motorsports, nach England. Im Jahre 1979 bekam er einen Job in Woking, in Ron Dennis Firma Four Racing Ltd. Zu dieser Zeit fuhr Dennis Team in der Formel 2 und Formel 3. 1980 begann Dennis mit der Konstruktion eines Formel-1-Autos, welches 1981 eingesetzt wurde. So wurde Villadelprat als Mechaniker für das McLaren-Team eingesetzt. In den nächsten sechs Jahren gewann er mit McLaren drei Fahrer-Weltmeister-Titel mit Niki Lauda und Alain Prost.
John Barnard holte ihn 1987 zu Ferrari. Als Barnard zu Benetton ging, konnte Villadelprat als Team-Manager bei Tyrrell anheuern. Die Saison 1990 verlief für Tyrrell auch sehr erfolgreich, als sich Jean Alesi dort seinen Namen verdiente. Da das nächste Jahr absolut enttäuschend verlief, ging Villadelprat zu Benetton. Hier wurde er zunächst Manager des Fabrikationsteams. Als der damalige Teammanager Gordon Message das Team verließ, übernahm er dessen Stelle. Zusammen mit Michael Schumacher konnte er zwei Weltmeistertitel feiern.
Nach dem Erreichen der Titel verließ er Benetton und ging zum Formel-1-Team Prost. Nachdem Prost geschlossen worden war, verließ Villadelprat die Formel 1.
Villadelprat ist Teamchef des Motorsportrennstalls Epsilon Euskadi.
| Personendaten    | Personendaten                           |
| ---------------- | --------------------------------------- |
| NAME             | Villadelprat, Joan                      |
| KURZBESCHREIBUNG | spanischer Team-Manager in der Formel 1 |
| GEBURTSDATUM     | 1955                                    |
| GEBURTSORT       | Barcelona                               |